# Mesolaki
Un mesolaki est un type de grande pirogue à balancier traditionnel, utilisé sur les iles Trobriand sur la côte Est de Nouvelle-Guinée, à double coque et voile austronésienne. Elle représente un sous-type de waga de taille intermédiaire entre un masawa et un nagega. Ce voilier est utilisé pour la kula, un voyage commercial traditionnel.